# Управа за јавни дуг (Србија)
Управа за јавни дуг је орган управе у саставу Министарства финансија Републике Србије, која у систему јавних финансија има улогу обезбеђивања ликвидности државе и подршке владиним органима, јавним предузећима и другим државним институцијама у финансирању пројеката од јавног значаја, такође је носилац политике јавног дуга, као једне од основних грана макроекономске политике и има стабилизациону и развојну функцију. Управа за јавни дуг је основана 1. октобра 2009. године, по препоруци Светске банке.
Управом за јавни дуг управља директор, а тренутно је Татјана Паулица Миловановић вршилац дужности директора.

## Надлежности
Управа за јавни дуг је надлежна за:
- задуживање на финансијском тржишту у циљу финансирања буџетског дефицита Републике и пројеката од јавног значаја, кроз емитовање државних хартија од вредности и закључивање кредита
- издавање гаранција у корист јавних предузећа, владиних агенција и јединица локалне самоуправе
- управљање приливима по основу јавног дуга
- извршење обавеза по основу јавног дуга
- евидентирање и извештавање, припремање стратегије управљања јавним дугом
- као и друге обавезе у складу са законима.